# Palau Mocenigo Gambara
El Palau Mocenigo Gambara és un palau de Venècia, situat al barri de Dorsoduro i amb vistes al Gran Canal, entre el Palau Contarini degli Scrigni i Corfù i el Palau Querini alla Carità, no gaire lluny de la Gallerie dell'Accademia i davant del Palau Giustinian Lolin.

## Història
Aquest edifici va ser construït durant la segona meitat del segle XVII per ser la residència de la família Mocenigo. En aquest segle la família va encarregar a Pordenone que pintés al fresc les parets del pati interior (una obra ara perduda), mentre que en els darrers anys del segle XVIII, quan el palau va passar a la família Gambara després del matrimoni entre Francesco Mocenigo i Eleonora Gambara el 1678, Giambattista Canal i Jacopo Guarana van ser cridats per pintar al fresc els interiors. Avui dia, el palau, propietat de l'Associació d'Industrials de Venècia, és una seu de congressos.

## Arquitectura
El palau es presenta com un edifici neoclàssic de tres plantes, amb un entresol entre la planta baixa i la planta principal. La façana és asimètrica, amb el portal rectangular desplaçat a la meitat dreta, gairebé completament desproveït d'interès arquitectònic. Li correspon l'obertura principal de la planta principal: una finestra serliana coronada per un timpà triangular i caracteritzada per un balcó que sobresurt. Als costats de la serliana hi ha cinc finestres monófores coronades per petits fronts d'arc adovellat. Aquests també estan disposats asimètricament, quatre a l'esquerra de l'obertura principal i només un a la seva dreta.
A l'interior, a la gran sala de la planta principal, es conserven les obres més valuoses del palau, els frescos al·legòrics de Giambattista Canal, creats a partir del 1769.